# Ангарская сосна
Анга́рская сосна́ — экотип сосны обыкновенной (Pinus sylvestris), вечнозелёное хвойное дерево семейства сосновых. Распространена в Сибири, в бассейне реки Ангара (территория Красноярского края и Иркутской области России). Дерево достигает высоты в пятьдесят метров, диаметр ствола — до двух метров. У молодых деревьев форма кроны имеет вид островерхой пирамиды, кора — пепельно-серебристая.
Древесина ангарской сосны — твёрдая и мелкослойная, одна из наиболее плотных среди всех экотипов сосны обыкновенной. Её годичные кольца формируются в условиях долгих зим и коротких летних периодов. Древесина ангарской сосны обладает высокой механической прочностью и низкой теплопроводностью. Ангарская сосна легко обрабатывается, имеет своеобразный текстурный рисунок. Древесина обладает пластичностью, что позволяет ей переносить резкие изменения температур и уровня влажности; не растрескивается (при соблюдении технологий сушки). Считается что ангарская сосна и её древесина обладают антибактериальными свойствами, благодаря выделению фитонцидов.
Благодаря широкой известности пиломатериалов, изготовленных из её древесины (прочность, устойчивость к гниению), ангарская сосна превратилась в уникальный сибирский бренд. Ангарскую сосну ценят производители мебели и стройматериалов во всём мире. Это дерево растет очень медленно — его промышленный возраст 150—200 лет.
В последние годы экологи бьют тревогу по поводу хищнической вырубки ангарской сосны — в начале 2000-х они утверждали, что через десять лет этот вид сосны будет вырублен полностью. В нашей стране так и не развилась цивилизованная заготовка данной древесины, не развивается производство готовой продукции из этого уникального материала. Леспромхозы Иркутской области и Красноярского края преимущественно продают это дерево в виде кругляка китайцам — за бесценок.
Ангарскую сосну с нарастающим размахом рубят как легальные заготовители, так и теневые структуры. Только на территории Иркутской области заготовкой древесины и её продажей занимаются свыше 2600 предприятий различных форм собственности. Аналитики утверждают, что почти 40 % лесоэкспорта Приангарья контролируют полукриминальные и откровенно криминальные структуры.
Отсутствие каких либо исследований и даже сравнительных характеристик по структуре формирования и плотности ангарской сосны дают основание считать, что раскрученный бренд не более чем маркетинговый ход, активно поддерживаемый заготовителями и продавцами сырья и пиломатериалов. Плотность древесины зависит от места расположения участка, его обводненности, а не административного деления территорий. Формирование годичных колец в условиях долгих зим не способствует повышению качества сырья.